# Anachalcos schultzi
Anachalcos schultzi är en skalbaggsart som beskrevs av Hermann Julius Kolbe 1904. Anachalcos schultzi ingår i släktet Anachalcos och familjen bladhorningar. Inga underarter finns listade i Catalogue of Life.